# NGC 3416
NGC 3416 في الفهرس العام الجديد، هي مجرة، تقع في كوكبة الدب الأكبر. اكتشفت في 30 مارس 1854 بواسطة ويليام بارسونز.

## روابط خارجية
- NGC 3416 على موقع ويكي سكاي: DSS2, SDSS, GALEX, IRAS, Hydrogen α, X-Ray, Astrophoto, Sky Map, Articles and images